# Sukaluyu (Kali Bunder)
Sukaluyu is een bestuurslaag in het regentschap Sukabumi van de provincie West-Java, Indonesië. Sukaluyu telt 3415 inwoners (volkstelling 2010).